# Glossotrophia dentatolineata
Glossotrophia dentatolineata là một loài bướm đêm trong họ Geometridae.